# چارچوب اروپایی مشترک مرجع برای زبان‌ها
چارچوب اروپایی مشترک مرجع: یادگیری، آموزش، ارزیابی (به انگلیسی: Common European Framework of Reference for Languages)
 که به CEFR' یا ’CEF مختصر می‌شود راهنمائیست که برای توصیف دستاوردهای یادگیران زبانهای خارجی در اروپا و به‌طور فزاینده‌ای در کشورهای دیگر نیز، به کار گرفته میشود.

## هدف از ایجاد CEFR
هدف از ایجاد CEFR ایجاد یک چهارچوب مشترک و استاندارد برای اندازه‌گیری مهارت و دانش زبانی افراد است. این چهارچوب به سازمانها و مؤسسات مختلف کمک می‌کند بدون نیاز به سنجش مجدد، از توانائیهای زبانی افراد (بویژه مهاجرین و درخواست‌کنندگان تحصیلی) آگاه شوند.
CEFR مهارتهای زبانی را به چهار بخش مجزا تقسیم می‌کند: دریافت (شنیدن و خواندن)، ساخت (صحبت کردن و نوشتن)، تقابل (کلامی یا نوشتاری) و تبدیل (ترجمه کلامی یا نوشتاری). یک زبان آموز می‌تواند ترکیبی متفاوت از هر یک از این مهارت‌ها را داشته باشد. اما برای نشان دادن ساده مهارت‌های کلی زبان از حروف C2, C1, B2, B1, A2, A1 استفاده می‌شود.

## جدول سطح مهارت‌ها در چهارچوب CEFR
جدول زیر به صورت خلاصه میزان مهارت زبان مورد نیاز برای کسب هر سطح را نشان می‌دهد. طبیعتا هر قدر از سطح A1 به سمت C2 حرکت کنید میزان توانایی‌های درخواستی بالاتر می‌رود.
| گروه سطح | نام گروه سطح                      | سطح | نام سطح                                                 | توضیحات |
| -------- | --------------------------------- | --- | ------------------------------------------------------- | --- |
| A        | Basic user (زبان آموز اولیه)      | A1  | Breakthrough or beginner (مبتدی)                        | - می‌تواند عبارت‌های روزمره و کابردی را بفهمد و با هدف برطرف کردن نیازهای اولیه از آن‌ها استفاده کند. - می‌تواند خودش و دیگران را معرفی کند، می‌تواند به سوالاتی در مورد جزئیات شخصی زندگی خودش مانند محل زندگی، افرادی که می شناسند و چیزهایی که دارد پاسخ دهد یا سوالاتی در این رابطه بپرسد. - می‌تواند با دیگران در سطحی اولیه تعامل زبانی داشته باشد، به این شرط که فرد مقابل به آرامی و واضح صحبت کند.                                                                      |
| A        | Basic user (زبان آموز اولیه)      | A2  | Way stage or elementary (ابتدایی)                       | - می‌تواند جملات و عبارات پرکاربردی که با نیازهای ضروری در ارتباطند (برای مثال، اطلاعات خیلی اولیه شخصی و خانوادگی، خرید کردن، جغرافیای محلی و کار) را درک کند. - می‌تواند در مورد وظایف ساده و معمول که به یک تبادل ساده و مستقیم اطلاعات نیاز دارد تبادل نظر کند. - می‌تواند جنبه‌های ساده گذشته زندگی خود، محیط اطراف خود و مسائلی در مورد نیازهای اولیه خود را شرح دهد. |
| B        | Independent user(زبان آموز مستقل) | B1  | Threshold or intermediate (متوسط)                       | - می‌تواند مفاهیم کلی را در ورودی‌های استاندارد اطلاعات بفهمد. ورودهایی که در مورد مفاهیمی است که در محل کار، مدرسه، محل تفریح و … به‌طور منظم اتفاق می افتد. - می‌تواند از موقعیت‌هایی برآید که با سفر به کشورها و مناطق صحبت‌کننده زبانِ مورد نظر ممکن است اتفاق بیفتد. - می‌تواند متن‌های ساده‌ای در مورد موضوعاتی که با آن‌ها آشناست یا علایق شخصی اش تولید کند. - می‌تواند تجارب، موقعیت ها، علایق، رویاها و امیدهایش را به صورت مختصر و با دلیل و توضیح برای برنامه‌هایش شرح دهد. |
| B        | Independent user(زبان آموز مستقل) | B2  | Vantage or upper intermediate (فوق متوسط)               | - می‌تواند مفاهیم کلی را در یک متن پیچیده در مورد یک مفهول واقعی یا انتزاعی شامل مباحث فنی در حوزه تخصصش درک کند. - می‌تواند با سطحی از تسلط با دیگران تعامل کند به‌طوری‌که بتواند بدون مشکل و نیاز به فرد دیگری با یک فرد بومی صحبت کند. - می‌تواند برای طیف وسیعی از موضوعات متن‌هایی دقیق و واضح تولید کند و دیدگاه خود را در مورد موضوع بخش توضیح داده و نقاط ضعف و قوت آن را مشخص کند.                                                                                      |
| C        | Proficient user(زبان آموز مسلط)   | C1  | Effective operational proficiency or advanced (پیشرفته) | - می‌تواند طیف وسیعی از عبارات بلند و مشکل را درک کند و مفهوم آن را بفهمد. - می‌تواند ایده‌های فکری خودش را با تسط کامل و بدون نیاز به جست و جوی لغات بیان کند. - می‌تواند از زبان به صورت منعطف و کارآمد برای نیازهای اجتماعی، آکادمیک یا تخصصی استفاده کند. - می‌تواند متونی واضح، خوش ساختار و دقیق در مورد موضوعات پیچیده اماده کند، که نشان دهنده استفاده کنترل شده از الگوهای ساختار یافته، ارتباطات و ابزارهای فکری باشد.                                                |
| C        | Proficient user(زبان آموز مسلط)   | C2  | Mastery or proficiency (فوق پیشرفته)                    | - می‌تواند به سادگی هرچیزی را که می‌شنود یا می‌خواند بفهمد. - می‌تواند اطلاعات دریافتی از منابع مختلف کلامی یا نوشتاری خلاصه کند و مباحث گزارش‌ها را با ساختاری تازه به شکلی منسجم بیان کند. - می‌تواند خودش را بدون مقدمه، دقیق و سلیس ابراز کند و تفاوتهای مفهومی را حتی در موقعیت‌های پیچیده تمیز دهد. |

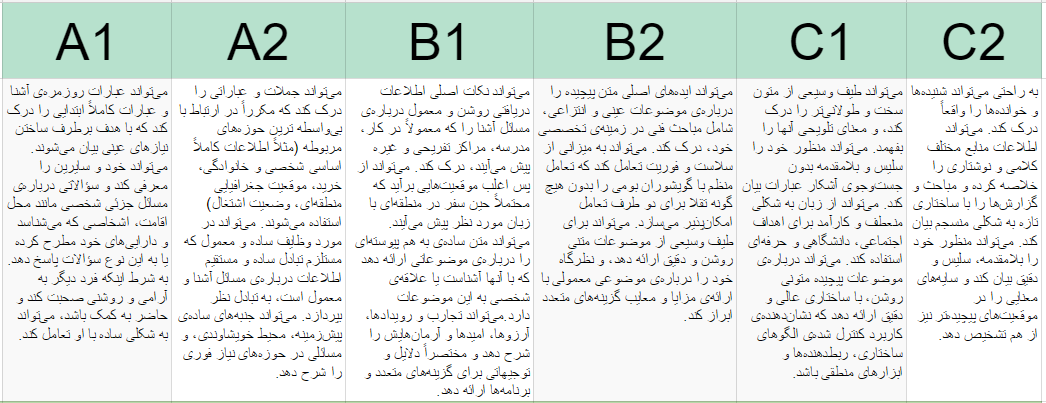
چارچوب اروپایی مشترک مرجع برای زبان‌ها